# Oblast' di Ivanovo
L'oblast' di Ivanovo (in russo Ивановская область?, Ivanovskaja oblastʾ) è un'oblast' della Russia che si estende nelle pianure a nord-est di Mosca. Il capoluogo è la città di Ivanovo.

## Storia
Il territorio dell'attuale oblast' di Ivanovo era compreso, prima del giugno 1918, nel territorio delle gubernija di Kostroma e Vladimir.
Il 20 giugno 1918, all'indomani della rivoluzione d'ottobre, con parte di quei territori venne creata la governatorato di Ivanovo-Voskresensk, così chiamata dal nome che aveva all'epoca la città di Ivanovo; tale soggetto amministrativo venne cancellato il 14 gennaio 1929, quando venne sostituito con l'attuale oblast' di Ivanovo.

## Geografia fisica

### Confini amministrativi
La oblast' di Ivanovo spartisce i confini con quattro oblast':
- sud: oblast' di Vladimir
- ovest e nordovest: oblast' di Jaroslavl'
- nord: oblast' di Kostroma
- est: oblast' di Nižnij Novgorod

### Territorio
Il territorio della oblast' di Ivanovo si estende nella parte centrale della Russia europea, su una sezione del bacino idrografico del Volga, che scorre nella sezione settentrionale e orientale della oblast', e della Kljaz'ma (con i suoi tributari Teza, Uvod', Nerl' e Luch).
Il territorio è in assoluta prevalenza pianeggiante, occasionalmente segnato (specie nel nordovest) da bassi rilievi morenici che culminano a 196 metri s.l.m.. nelle zone pianeggianti si estendono ampie zone paludose, provocate dalla difficoltà del drenaggio superficiale delle acque. Sulla riva sinistra del Volga la oblast' si estende su parte del bassopiano della Unža.

### Clima e vegetazione

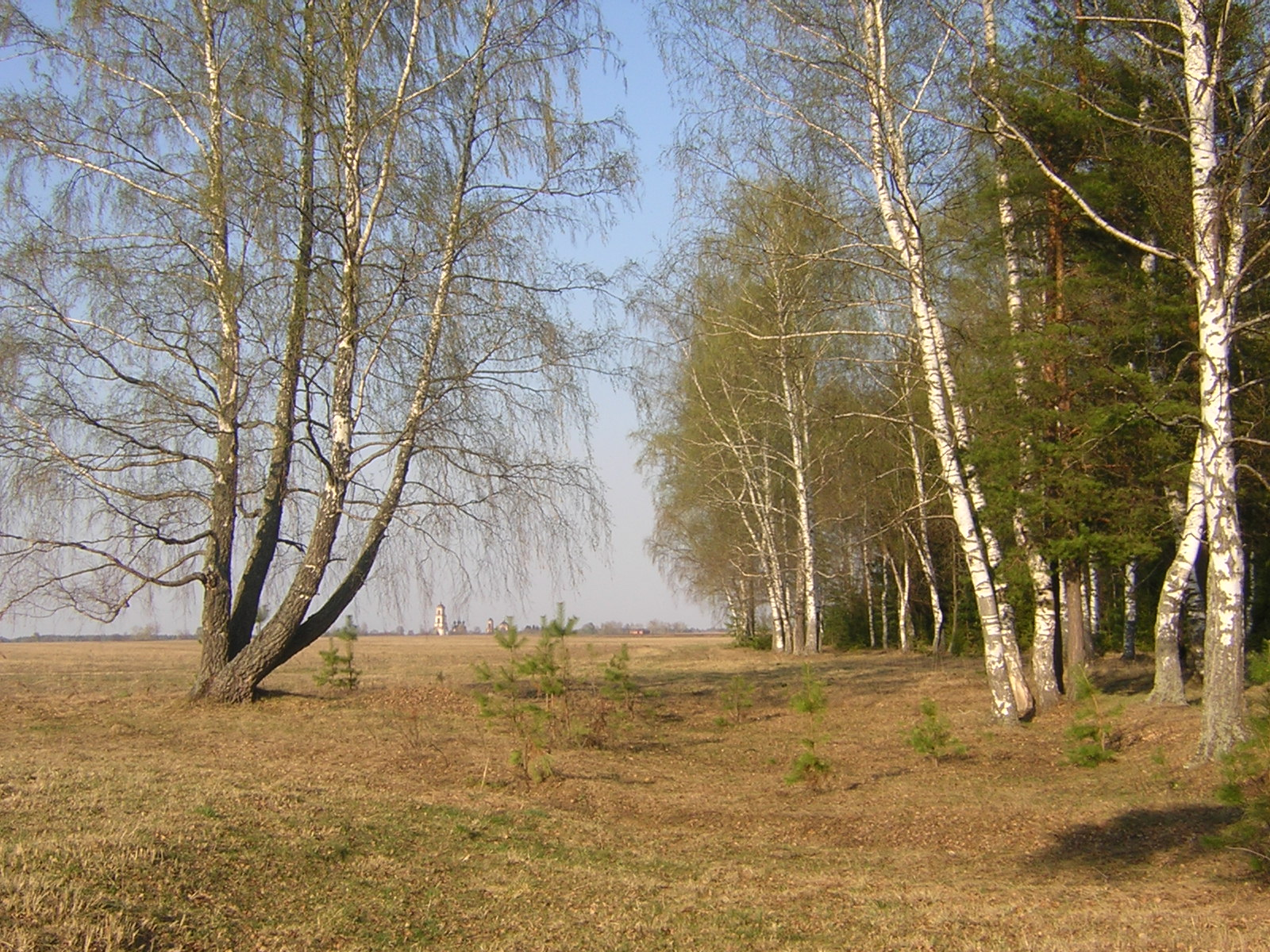
Boschi di betulle e conifere nella sezione meridionale della oblast.

La oblast' di Ivanovo è caratterizzata da un clima piuttosto freddo, di tipo continentale (Df secondo la classificazione climatica di Köppen); le temperature oscillano da medie intorno ai -12 °C in gennaio, il mese più freddo, a 18-19 °C in luglio, quello più caldo. La lunghezza media del periodo vegetativo oscilla, a seconda delle zone, da 110 a 140 giorni.
La forma vegetazionale più diffusa è pertanto la foresta boreale, composta prevalentemente di conifere e betulle, che occupa circa il 45% del territorio;

## Economia
Le principali risorse economiche della oblast' sono lo sfruttamento forestale e del sottosuolo. Nel campo industriale, la oblast' di Ivanovo è rinomata a livello russo, fin dal XVIII secolo, per l'industria tessile; sono presenti inoltre industrie chimiche e del legno.

## Geografia antropica

### Suddivisioni amministrative

#### Rajon
La oblast' di Ivanovo comprende 21 rajon (fra parentesi il capoluogo; sono indicati con un asterisco i capoluoghi non direttamente dipendenti dal rajon ma posti sotto la giurisdizione della oblast'):
- Furmanovskij (Furmanov*)
- Gavrilovo-Posadskij (Gavrilov Posad)
- Jur'eveckij (Jur'evec)
- Južskij (Juža)
- Il'inskij (Il'inskoe-Chovanskoe)
- Ivanovskij (Ivanovo*)
- Kinešemskij (Kinešma*)
- Komsomol'skij (Komsomol'sk)
- Ležnevskij (Ležnevo)
- Luchskij (Luch)
- Palechskij (Palech)

- Pestjakovskij (Pestjaki)
- Privolžskij (Privolžsk)
- Pučežskij (Pučež)
- Rodnikovskij (Rodniki)
- Savinskij (Savino)
- Šujskij (Šuja*)
- Tejkovskij (Tejkovo*)
- Verchnelandechovskij (Verchnij Landech)
- Vičugskij (Vičuga*)
- Zavolžskij (Zavolžsk)

#### Città
I centri abitati della oblast' che hanno lo status di città (gorod) sono 17 (in grassetto le città sotto la diretta giurisdizione della oblast', che costituiscono una divisione amministrativa di secondo livello):
- Furmanov
- Gavrilov Posad
- Ivanovo
- Jur'evec
- Juža
- Kinešma
- Kochma
- Komsomol'sk
- Navoloki

- Plës
- Privolžsk
- Pučež
- Rodniki
- Šuja
- Tejkovo
- Vičuga
- Zavolžsk

#### Insediamenti di tipo urbano
I centri urbani con status di insediamento di tipo urbano sono invece 13 (al 1º gennaio 2010):
- Il'inskoe-Chovanskoe
- Kolobovo
- Ležnevo
- Luch
- Kamenka
- Nerl'
- Novopiscovo

- Palech
- Pestjaki
- Petrovskij
- Savino
- Staraja Vičuga
- Verchnij Landech